# Bladee
Bladee, właściwie Benjamin Reichwald (ur. 9 kwietnia 1994 w Sztokholmie) – szwedzki raper i członek Drain Gang.

## Styl muzyczny
Jego styl muzyczny łączy elementy trapu, alternatywnego R&B oraz cloud rapu. Zyskał zainteresowanie dzięki wspólnym nagraniom i występom na żywo z Yung Leanem.. Jako inspirację dla swojej muzyki, Bladee wymienił Chief Keefa, Lila B, The Beach Boys, Basshuntera i Jamesa Ferraro. Działalność muzyczną zaczął już jako nastolatek, kiedy założył razem z Ecco2K zespół punkowy o nazwie Krossad ("zgnieciony" po szwedzku). W 2014 wydał debiutancki mixtape Gluee. W 2016 wydał debiutancki album zatytułowany Eversince, z kolei drugi, Red Light, w 2018 – oba nakładem wytwórni YEAR0001.
Bladee zajmuje się również sztuką wizualną, włączając w to okładki singli i posadę dyrektora kreatywnego w linii odzieżowej Sadboys Gear. W 2023, we współpracy ze szwedzkim artystą Jonasem Rönnbergiem (Varg2™) stworzył wystawę sztuki zatytułowaną Fucked For Life, która odbyła się w nowojorskiej galerii sztuki The Hole.

## Dyskografia

### Albumy studyjne
- Eversince (2016)
- Red Light (2018)
- „333” (2020)
- Good Luck (2020)
- Spiderr (2022)
- Cold Visions (2024)

### Mixtape’y
- Gluee (2014)
- Working on Dying (2017)
- Icedancer (2018)
- Exeter (2020)

### EP
- rip bladee (2016)
- Plastic Surgery (2017)
- Sunset in Silver City (2018)
- Exile (2018)
- Vanilla Sky (2019)
- Ste The Beautiful Martyr 1st Attempt (2025)

### Albumy kolaboracyjne
- GTBSG Compilation (2013) (z Ecco2k i Thaiboy Digital)
- AvP (2016) (z Thaiboy Digital)
- D&G (2017) (z Ecco2k i Thaiboy Digital)
- Trash Island (2019) (z Ecco2k i Thaiboy Digital)
- Crest (2022) (z Ecco2k)
- Psykos (2024) (z Yung Lean)

### Single
- "Bleach" (2013) (z Ecco2k)
- "Buildings" (2013) (z Yung Lean i Thaiboy Digital)
- "Dragonfly" (2014)
- "Unreal" (2014)
- "SUBARU" (2014)
- "Into Dust" (2014)
- "Reborn" (2014)
- "4am" (2014)
- "Psycho" (2015) (z Adamn Killa)
- "Rain check" (2015)
- "Dead inside Dark outside" (2016)
- "MJ" (2016) (z Yung Lean)
- "Insect" (2016)
- "50SACINMYSOCIDGAF" (2016) (z Yung Lean)
- "Facetime" (2016)
- "Who Goes There" (2016)
- "Who's Going To Find Me Tonight" (2016)
- "Destroy Me" (2017)
- "#18" (2017)
- "Plastic Surgery"(2017) (z Ecco2k)
- "Gotham City" (2017) (z Yung Lean)
- "Frosty The Snowman" (2017)
- "Cover Up" (2018)
- "Decay" (2018)
- "Sesame Street" (2018)
- "Sunset in Silver City" (2018)
- "Exile" (2018)
- "Red Velvet" (2019) (z Yung Lean)
- "Trash Star" (2019)
- "All I Want" (prod. Mechatok)
- "Apple" (2019)
- "Vanilla Sky" (2019) (z Ecco2k)
- "Girls just want to have fun" (2020) (z Ecco2k)
- "Undergone" (2020) (z Ssaliva)

### Gościnne występy
- Xavier Wulf - "Ice Floors" (2013)
- Yung Lean - "Nitevision" (2013)
- Yung Lean - "Heal You // Bladerunner" (2013)
- Yung Lean - "Plastic Boy" (2013)
- Yung Lean - "Blood Rain" (2013)
- Prada Mane - "Soar Loser" (2014)
- Xavier Wulf - "Snowmen" (2014) (z Ecco2k)
- Blaze Kidd - "No lo Siento" (2014)
- Thaiboy Digital - "Gtblessgo" (2014)
- Thaiboy Digital - "Don't Dance" (2015)
- Thaiboy Digital - "Visa" (2015) (z Ecco2k)
- MONYPETZJNKMN - "TOKYO DRIFT" (2015) (z Yung Lean)
- Thaiboy digital - "Painkillers" (2016)
- Yung Lean - "Highway Patrol" (2016)
- Yung Lean - "Hocus Pocus" (2016)
- Yung Lean - "Pearl Fountain" (2016) (z BLACK KRAY)
- Yung Lean - "Hennessy i Sailor Moon" (2016)
- Yung Sherman - "Invisible" (2017) (z Uli K)
- Machatok - "Here X Now" (2017) (z Uli K)
- Dj Kenn Aon - "Frozen 2" (2016) (z Thaiboy Digital i Ecco2k)
- CHXPO - "MAN IN THE MIRROR" (2017)
- CHXPO - "Your Problem" (2017)
- Cartier God - "Let Me Go" (2019)
- Sickboyrari - "Famous" (2019)
- CHXPO - "Do You Love Me" (2019)
- Thaiboy Digital - "Legendary Member" (2019)
- Thaiboy Digital - "Bentley" (2019)
- Hannah Diamond - "Love Goes On - Palmistry Remix" (2020)